# Sexy rave
Sexy rave è un singolo del cantautore italiano Fred De Palma, in collaborazione con il rapper italo-marocchino Baby Gang, pubblicato l'11 aprile 2025.

## Descrizione
Il brano, scritto da entrambi gli artisti con Gianluca Viccorelli, è prodotto da Garabatto e Mattia Cerri, in arte Cino.

## Video musicale
Il video musicale, diretto da Mattia Di Tella e Russeavx, è stato pubblicato in concomitanza all'uscita del brano attraverso il canale YouTube del cantautore.

## Tracce
Testi di Federico Palana, Zaccaria Mouhib e Gianluca Ciccorelli, musiche di Garabatto e Mattia Cerri.
1. Sexy rave (feat. Baby Gang) – 2:20

## Formazione
- Fred De Palma – voce
- Baby Gang – voce
- Garabatto – programmazione, produzione
- Mattia "Cino" Cerri – programmazione, produzione

## Classifiche
| Classifica (2025) | Posizione massima |
| ----------------- | ----------------- |
| Italia            | 19                |